# أنطونيو دياز ميغيل
أنطونيو دياز ميغيل (بالإسبانية: Antonio Díaz-Miguel) كان لاعب كرة سلة إسباني تحول إلى التدريب بعد الاعتزال. درب منتخب إسبانيا لكرة السلة لمدة 27 عاما (1965–1992) لأكثر من 300 مباراة. أحرز مع المنتخب الميدالية الفضية في الألعاب الأولمبية الصيفية 1984.

## التعليم
درس أنطونيو في العاصمة الإسبانية مدريد وتخرج من جامعة إقليم الباسك.